# Birgit Hagen
Birgit Hagen, född den 6 juni 1957 i Grevenbroich, Tyskland, är en västtysk landhockeyspelare.
Hon tog OS-silver i damernas landhockeyturnering i samband med de olympiska landhockeytävlingarna 1984 i Los Angeles.